# Otjivero-Nebendamm
Der Otjivero-Nebendam (englisch Otjivero Slit dam) ist ein Staudamm in Namibia, etwa 100 Kilometer westlich von Gobabis. Er wird von der Namibia Water Corporation betrieben und staut den Weißen Nossob auf.
Er hat eine Fläche von maximal 3,162 Quadratkilometer und ein Stauvolumen von 7,795 Millionen Kubikmeter. Die Staumauer ist 850 Meter breit und 17 Meter hoch. Er dient der Versorgung des Otjivero-Hauptdamms.